# Lista przewodniczących Reichstagu (1871–1945)
Prezydenci Reichstagu niem. Reichstagspräsident
- tymczasowo

| #                                                   | Imię i nazwisko                           | Portret | Kadencja         | Kadencja         | Partia polityczna | Partia polityczna |
| #                                                   | Imię i nazwisko                           | Portret | od               | do               | Partia polityczna | Partia polityczna |
| --------------------------------------------------- | ----------------------------------------- | ------- | ---------------- | ---------------- | ----------------- | ----------------- |
| Przewodniczący Reichstagu                           |                                           |         |                  |                  |                   |                   |
| 1                                                   | Eduard von Simson (1810–1899)             |         | marzec 1871      | luty 1874        |                   | bezpartyjny       |
| 2                                                   | Max von Forckenbeck (1821–1892)           |         | luty 1874        | maj 1879         |                   | NLP               |
| 3                                                   | Otto Theodor von Seydewitz (1818–1898)    |         | maj 1879         | luty 1880        |                   | DkP               |
| 4                                                   | Adolf von Arnim-Boitzenburg (1832–1887)   |         | luty 1880        | luty 1881        |                   | bezpartyjny       |
| 5                                                   | Gustav von Goßler (1838–1902)             |         | luty 1881        | listopada 1881   |                   | DkP               |
| 6                                                   | Albert von Levetzow (1827–1903)           |         | listopad 1881    | listopad 1884    |                   | DkP               |
| 7                                                   | Wilhelm von Wedell-Piesdorf (1837–1915)   |         | listopad 1884    | listopad 1888    |                   | DkP               |
| (6)                                                 | Albert von Levetzow (1827–1903)           |         | listopad 1888    | marzec 1895      |                   | DkP               |
| 8                                                   | Rudolf von Buol-Berenberg (1842–1902)     |         | marzec 1895      | grudzień 1898    |                   | Zentrum           |
| 9                                                   | Franz von Ballestrem (1834–1910)          |         | grudzień 1898    | 20 lutego 1907   |                   | Zentrum           |
| 10                                                  | Udo zu Stolberg-Wernigerode (1840–1910)   |         | 20 lutego 1907   | 19 lutego 1910   |                   | bezpartyjny       |
| 11                                                  | Hans Graf von Schwerin-Löwitz (1847–1918) |         | 1 marca 1910     | luty 1912        |                   | DkP               |
| 12                                                  | Johannes Kaempf (1842–1918)               |         | luty 1912        | 25 maja 1918     |                   | FVP               |
| 13                                                  | Constantin Fehrenbach (1852–1926)         |         | czerwiec 1918    | listopad 1918    |                   | Zentrum           |
| Przewodniczący Weimarskiego Zgromadzenia Narodowego |                                           |         |                  |                  |                   |                   |
| 1                                                   | Eduard David (1863–1930)                  |         | 7 lutego 1919    | 13 lutego 1919   |                   | SPD               |
| –                                                   | Conrad Haußmann (1857–1922)               |         | 13 lutego 1919   | 14 lutego 1919   |                   | DDP               |
| 2                                                   | Constantin Fehrenbach (1852–1926)         |         | 14 lutego 1919   | 21 czerwca 1920  |                   | Zentrum           |
| Przewodniczący Reichstagu                           |                                           |         |                  |                  |                   |                   |
| 14                                                  | Paul Löbe (1875–1967)                     |         | 25 czerwca 1920  | 28 maja 1924     |                   | SPD               |
| 15                                                  | Max Wallraf (1859–1941)                   |         | 28 maja 1924     | 7 stycznia 1925  |                   | DNVP              |
| (14)                                                | Paul Löbe (1875–1967)                     |         | 7 stycznia 1925  | 30 sierpnia 1932 |                   | SPD               |
| 16                                                  | Hermann Göring (1893–1946)                |         | 30 sierpnia 1932 | 23 kwietnia 1945 |                   | NSDAP             |